# Grga Rupčić
Grga Rupčić prof. (Rastoka, 3. siječnja 1932. - †27. prosinca 2008.Gospić) je bio hrvatski pjesnik, esejist, kroničar, pripovjedač, novelist, recenzent, publicist, humorist, dopisnik brojnih listova (Marulić, Ličke novine, Lički vjesnik, Novi list, Večernji list)i šahist i pedagog. Iz smiljanskog je kraja.
Napisao je mnoštvo predgovora za literarna djela drugih autora. Bio je neizbježni sudionik svih važnih kulturnih i društvenih događaja u Gospiću. Bio je član Društva hrvatskih književnika.

## Život
Rodio se 3. siječnja 1932. godine u selu Rastoki kod Smiljana u težačkoj obitelji. Osnovnu i srednju školu je pohađao u obližnjem Gospiću. Radio je kao gimnazijski profesor u Gospiću i Zadru, bio je predavač i na Pedagoškoj akademiji u Gospiću. Nakon rata je radio na omladinskim radnim akcijama koje su mu ugrozile zdravlje. Ondje je dobio tuberkulozu koja mu je ostavila trajne posljedice na život. U Zagrebu je na Filozofskom fakultetu studirao hrvatski jezik i književnost. Radio je u Gospiću i Zadru kao profesor i ravnatelj u srednjim školama.
Napisao je 16 knjiga: Lički divani, Hrvatska jest, Svjetlost ognjišta, Moć praštanja, Zvijezde na krovu, U ozračju Velebita, Josina u Domovinskom ratu, Svjetlo domovine, Nad zgarištima zvijezde, Velebitski obzori, Proza u benevrecima, Gargaše i druge knjige. Bio je član Matice hrvatske, ogranka iz Gospića. Sudionik je kreiranja časopisa "Lička revija" .

## Nagrade
Godine 1990. i 2000. dobitnk je Državne nagrade nagradu Ivan Filipović. Danas postoji nagrada Grga Rupčić koja nosi ime ovog profesora, književnika i šahiste, a dodjeljuje ju Županijski športski savez u Gospiću nvinarima za promociju sporta u Ličko-senjskoj županiji.
God. 2009. posmrtno mu je dodijeljeno priznanje Ličko-senjske županije. U obrazloženju županijskog priznanja se ističe da je kao prosvjetni radnik bio vrlo cijenjen od učenika i roditelja, a i kolege su ga izuzetno poštivale. Pisati je počeo još u gimnazijskim danima pod utjecajem profesora i pjesnika Ante Jakšića. Cijeloga života bavio se pisanjem i bio je jedna od ikona gospićke i ličke kulture uopće. Zvali su ga bardom ličkih pjesnika. Svojim radom i djelom neizbrisivo je obilježio zadnjih dvadeset godina XX. stoljeća i prvo desetljeće XXI. stoljeća kulturno-umjetničkog života Gospića i Ličko-senjske županije. Pjesme su mu ušle u nekoliko osnovnoškolskih čitanki, a posebno je zapažena antologijska lirska pjesma Breze moga oca koja ga karakterizira kao suptilnog, nježnog lirika.

## Vanjske poveznice
IKA - Blagovijest u Gospiću
Novi list-  In memoriam